# العلاقات البوليفية الكوبية
العلاقات البوليفية الكوبية هي العلاقات الثنائية التي تجمع بين بوليفيا وكوبا.

## مقارنة بين البلدين
هذه مقارنة عامة ومرجعية للدولتين:
| وجه المقارنة                                              | بوليفيا                                          | كوبا                              |
| --------------------------------------------------------- | ------------------------------------------------ | --------------------------------- |
| المساحة (كم2)                                             | 1.10 مليون                                       | 109.88 ألف                        |
| عدد السكان (نسمة)                                         | 11.05 مليون                                      | 11.48 مليون                       |
| الكثافة السكانية (ن./كم²)                                 | 10.05                                            | 104.48                            |
| العاصمة                                                   | سوكري، لاباز                                     | هافانا                            |
| اللغة الرسمية                                             | اللغة الإسبانية، اللغة الأيمرية، كتشوا، غوارانية | اللغة الإسبانية                   |
| العملة                                                    | بوليفاريو بوليفي                                 | بيزو كوبي، بيزو كوبي قابل للتحويل |
| الناتج المحلي الإجمالي (بليون دولار)                      | 37.51 مليار                                      | 87.13 مليار                       |
| الناتج المحلي الإجمالي (تعادل القوة الشرائية) بليون دولار | 74.58 مليار                                      |                                   |
| الناتج المحلي الإجمالي الاسمي للفرد دولار أمريكي          | 3.08 ألف                                         |                                   |
| الناتج المحلي الإجمالي للفرد دولار أمريكي                 | 6.63 ألف                                         |                                   |
| مؤشر التنمية البشرية                                      | 0.662                                            | 0.769                             |
| رمز المكالمات الدولي                                      | +591                                             | +53                               |
| رمز الإنترنت                                              | .bo                                              | .cu                               |
| المنطقة الزمنية                                           | 00                                               | 00                                |

## مدن متوأمة
في ما يلي قائمة باتفاقيات التوأمة بين مدن بوليفية وكوبية:
- ترتبط لاباز مع هافانا باتفاقية توأمة منذ 3 يناير 1984.

## منظمات دولية مشتركة
يشترك البلدان في عضوية مجموعة من المنظمات الدولية، منها:
| علم المنظمة | اسم المنظمة                                                          | تاريخ انضمام بوليفيا | تاريخ انضمام كوبا |
| ----------- | -------------------------------------------------------------------- | -------------------- | ----------------- |
|             | الاتحاد البريدي العالمي                                              | ?                    | ?                 |
|             | منظمة حظر الأسلحة الكيميائية                                         | ?                    | ?                 |
|             | منظمة التجارة العالمية                                               | 12 سبتمبر 1995       | ?                 |
|             | الأمم المتحدة                                                        | 14 نوفمبر 1945       | 24 أكتوبر 1945    |
|             | منظمة الشرطة الجنائية الدولية                                        | ?                    | ?                 |
|             | الاتحاد الدولي للاتصالات                                             | 1 يونيو 1907         | 16 يناير 1918     |
|             | وكالة حظر الأسلحة النووية في أمريكا اللاتينية ومنطقة البحر الكاريبي ‏ | ?                    | ?                 |
|             | يونسكو                                                               | 13 نوفمبر 1946       | 29 أغسطس 1947     |

## وصلات خارجية
- موقع وزارة الخارجية البوليفية
- موقع وزارة الخارجية الكوبية